# غارارد كونلي
غارارد كونلي (بالإنجليزية: Garrard Conley)‏ هو كاتب أمريكي، ولد في 15 أبريل 1985.

## وصلات خارجية
- الموقع الرسمي
- غارارد كونلي على موقع IMDb (الإنجليزية)